# Pont de Loire
Le pont de Loire est un pont-routier qui franchit la Loire à Nevers dans la Nièvre. Pont en pierre, il a été conçu en 1767 par Louis de Règemortes. et construit pour partie, par plusieurs ingénieurs dont Abraham Mossé. En partie détruit lors de sa construction (une passerelle en bois couvrit alors la partie restante de  franchissement), il ne fut achevé qu'en 1832. 
Il fut le seul pont de Nevers traversant la Loire jusqu'à la construction du viaduc ferroviaire de la Loire en 1853 et le seul pont routier jusqu'à la construction du pont Pierre-Bérégovoy qui porte l'autoroute A77 en 1995.
Il porte la route départementale D907 (anciennement Nationale 7).

## Histoire
Un pont est mentionné dès 1227 : trois ouvrages imparfaitement alignés et souvent emportés par les eaux de la Loire. Le Grand Pont traversait le bras navigable, côté ville, jusqu'à l'île-aux-Bœufs. En 1535, celui-ci était construit en pierre. Le pont Notre-Dame, en pierre en 1550, joignait l'île-aux-Bœufs à une seconde île où s'élevait la chapelle Notre-Dame du Bout-du-Pont. Enfin, le petit Pont de l'Official rejoignait cette île à la rive gauche, au sud. 
Il fut décidé de construire un pont unique dont la conception va être confiée à Louis de Règemortes, ingénieur des turcies et levées de la Loire, qui venait d'achever le pont qui désormais porte son nom à Moulins et qu'il avait spécifiquement conçu pour résister aux fortes crues de l'Allier. Le projet établi en 1763 considérait que le pont principal, représentant la partie nord, était en état suffisant pour ne pas nécessiter une reconstruction. La partie sud qui remplaçait les deux autres ponts est elle construite de 1770 à 1778. Mais l'ancienne partie nord s’écroula lors de la grande crue de 1790 et fut donc remplacée par un pont provisoire en bois qui dura jusqu’en 1832 et l'achèvement de la partie nord, avec l'adjonction de sept arches supplémentaires, de même style que la partie sud. 
Le franchissement du pont en provenance du sud offre une vue panoramique sur la ville, une des vues les plus représentées. On peut voir, outre le pont et la Loire, les quais, les sentiers de promenade le long du fleuve, la cathédrale Saint-Cyr-et-Sainte-Julitte et la tour Goguin.

## Caractéristiques
Le pont est construit en grès de Coulandon et mesure 350 m. Il est formé de 14 arches flanquées de fortes piles qui ont parfaitement résisté aux grandes crues centennales du XIXe siècle.